# Carlton Gary
Carlton Michael Gary (24 de septiembre de 1950 – 15 de marzo de 2018) fue un asesino en serie estadounidense afroamericano que fue condenado por los asesinatos de tres ancianas ocurridos entre 1977 y 1978, en Columbus, Georgia, aunque se sospecha que tiene por lo menos cuatro víctimas más. Gary fue arrestado en diciembre de 1978 por un robo a mano armada y sentenciado a 21 años de prisión. Se escapó de la custodia en 1983 y fue recapturado una vez más un año después. Se encontraron pruebas que lo relacionaban con los asesinatos cometidos años anteriores y fue condenado y sentenciado a muerte en agosto de 1986. El 15 de marzo de 2018, Gary fue ejecutado por inyección letal en el Estado de Georgia.

## Biografía
Carlton Michael Gary nació el 24 de septiembre de 1950, en Columbus, Georgia. Su padre era un obrero de la construcción que no quería tener nada que ver con su hijo y no aceptaba ninguna responsabilidad financiera por él. Gary sólo conoció a su padre biológico una vez, cuando tenía 12 años. La madre de Gary era extremadamente pobre y, como resultado, se trasladaban con frecuencia. Estaba desnutrido la mayor parte del tiempo y a menudo se quedaba con su tía o su tía abuela, ambas sirvientas de mujeres mayores y ricas.
En la escuela primaria, Gary sufrió un grave traumatismo craneal cuando quedó inconsciente en un accidente en el patio de recreo. En su adolescencia, era un gran consumidor de drogas. Entre las edades de 14 y 18 años, fue arrestado en numerosas ocasiones por robo, incendio provocado y asalto.
Durante ese tiempo, también se casó con una mujer llamada Sheila, y tuvo dos hijos. En 1970, se trasladó a Albany, Nueva York, donde tenía planes de convertirse en cantante, pero continuó con sus actividades criminales.

## Asesinatos
En 1970, cuando Gary vivía en Albany, Nueva York, una anciana llamada Marion Brewer fue robada y encontrada estrangulada el 12 de febrero en una habitación en el Hotel Hampton. Gary nunca fue acusado por este crimen.
El 14 de abril de 1970, Nellie Farmer, de 85 años, fue violada y estrangulada en su habitación en el Hotel Wellington, que está cerca del Hotel Hampton que también está cerca de donde vivía Gary. Después de que Gary intentó atacar a una tercera anciana, fue arrestado y sus huellas dactilares coincidieron con una que quedó en la escena del asesinato de Farmer. Gary admitió haber participado en el robo, pero afirmó que un cómplice, John Lee Mitchell, era el responsable del asesinato.
Gary testificó contra Mitchell en la corte, y Mitchell fue acusado a pesar de no haber evidencia material que lo conectara con el crimen, Gary fue acusado solamente del robo, una sentencia que cumplió en la Institución Correccional del Condado de Onondaga en Jamesville, Nueva York.
Fue puesto en libertad condicional en 1975 y se trasladó a Syracuse, Nueva York. Aquí, otras dos ancianas fueron atacadas, violadas y estranguladas en sus casas; una murió, pero la otra sobrevivió. Los ataques se produjeron con cuatro días de diferencia entre sí. La víctima sobreviviente no pudo identificar a Gary positivamente, ya que los crímenes ocurrieron en la oscuridad; al menos la víctima estaba segura de que su atacante era un hombre negro con bigote, y fue estrangulada con una bufanda.
Gary nunca fue acusado por ninguno de estos crímenes, pero fue enviado de nuevo a prisión por la violación de la libertad condicional y robo después de haber sido descubierto tratando de vender monedas robadas del mismo edificio de apartamentos que una de las víctimas de Syracuse. El 22 de agosto de 1977, Gary escapó de su prisión de baja seguridad cortando los barrotes de su celda y regresó a Columbus, Georgia.
Un mes después de su fuga, el 16 de septiembre de 1977, Ferne Jackson, de 60 años de edad, fue violada, golpeada y estrangulada con una media de nylon en su casa en el distrito de Wynnton en Columbus. Nueve días después, Jean Dimenstein, de 71 años de edad, fue asesinada de manera similar, al igual que Florence Scheible, de 89 años de edad, el 21 de octubre, y Martha Thurmond, de 69 años de edad, el 23 de octubre. Cinco días después, Gary atacó de nuevo, violando y matando a Kathleen Woodruff, de 74 años, esta vez, no había medias en la escena del crimen.
Cuatro meses después, el 12 de febrero de 1978, Ruth Schwob fue atacada, pero ella activó una alarma junto a su cama y su agresor huyó. Gary fue a dos cuadras por la carretera antes de irrumpir en otra casa y violar y estrangular a Mildred Borom, de 78 años de edad. Su última víctima fue Janet Cofer, de 61 años, asesinada el 20 de abril de 1978.
La policía anunció que sospechaba de un hombre afroamericano por los asesinatos. Las cosas se complicaron cuando un hombre que se llamaba a sí mismo "Presidente de las Fuerzas del Mal" amenazó con asesinar a mujeres negras seleccionadas si no se detenía al Estrangulador de las Medias. Resultó ser un hombre afroamericano (William Henry Hance), otro asesino en serie que intentaba encubrir tres asesinatos propios echando la culpa a los vigilantes blancos. "El Presidente" fue arrestado el 4 de abril, y la policía esperaba que fuera el estrangulador, pero sus esperanzas se vieron defraudadas cuando Cofer fue asesinada.
En diciembre de 1978, después de un robo en Gaffney, Carolina del Sur, Gary fue arrestado, él confesó y fue sentenciado en 1979 a 21 años de prisión por robo a mano armada. Escapó de la cárcel en 1983 y permaneció en libertad un año antes de ser detenido nuevamente. Nuevas pruebas habían salido a la luz, incluyendo un arma que fue rastreada hasta Gary y una posible coincidencia de huellas dactilares que llevó a la policía a creer que Gary era el asesino que estaban buscando.
En general, se alega que Gary violó y/o asesinó a siete mujeres mayores entre 1977 y 1978 en Columbus. Conocido allí como el Estrangulador de la Media, en tres de los casos fue condenado por golpear, agredir sexualmente y estrangular a las víctimas, principalmente con medias. Dos de las sobrevivientes testificaron que las estranguló hasta dejarlas inconscientes antes de violarlas o intentar violarlas. La única sobreviviente de Georgia lo identificó positivamente como su agresor en la corte. Sin embargo, previamente había identificado positivamente a otros tres hombres negros como el atacante y, en su declaración inicial, había indicado que era demasiado oscuro para distinguir siquiera la raza del atacante. Sus huellas dactilares fueron encontradas en cuatro de las escenas del crimen. Gary fue acusado de los asesinatos el 5 de mayo de 1984, condenado el 26 de agosto de 1986 y sentenciado a muerte al día siguiente. Los tres asesinatos específicos por lo que Gary fue condenado a muerte fueron por los de Florence Scheible de 89 años, Martha Thurmond de 69 años y Kathleen Woodruff de 74 años.
En 2007, Gary fue vinculado positivamente a través del ADN al caso de violación y asesinato de Marion Fisher, una mujer blanca de 40 años de edad. Marion fue violada y asesinada después de dejar un bar en Nedrow, Nueva York, en 1975.

### Víctimas
- Nellie Farmer (85), asesinada el 14 de abril de 1970 (Gary responsabilizo a su cómplice John Lee Mitchell del asesinato y fue condenado solo por robo)
- Marion Fisher (40), asesinada el 27 de junio de 1975 (en 2007 pruebas de ADN vincularon a Gary con su asesinato)
- Mary "Ferne" Jackson (60), asesinada el 16 de septiembre de 1977
- Jean Dimenstein (71), asesinada el 25 de septiembre de 1977
- Florence Scheible (89), asesinada el 21 de octubre de 1977
- Martha Thurmond (69), asesinada el 23 de octubre de 1977
- Kathleen Woodruff (74), asesinada el 28 de octubre de 1977
- Mildred Borom (78), asesinada el 12 de febrero de 1978
- Janet Cofer (61), asesinada el 20 de abril de 1978

Además Carlton Gary es sospechoso de otros asesinatos, y ataques incluyendo el de Ruth Schwob en 1978 quien sobrevivió.

## Controversia
Se han planteado preguntas sobre la condena de Gary. Según un grupo de partidarios y un libro del periodista de investigación David Rose, al abogado de Gary se le negó la financiación estatal para llevar a cabo una defensa. También hay pruebas de que las huellas dactilares de Gary no se mantuvieron para coincidir con las huellas de la escena del crimen hasta siete años después, cuando se reexaminó el caso, a pesar de que Gary había sido sometido a un nuevo examen, en un momento en el que todas las huellas dactilares de Estados Unidos se comparaban con las encontradas en los lugares del crimen. También afirman que la entrevista de Gary en la que supuestamente confesó no fue grabada, ni se tomaron notas, y que la confesión de Gary fue escrita por un oficial de policía en los días siguientes a la entrevista, de su propia memoria. Cuando se presentó como prueba, la confesión no estaba firmada ni tenía fecha, y Gary negó haberla hecho. Alegan que la secreción de antígeno de semen de Gary no coincidió con la del perpetrador. Además, un molde de yeso hecho de una mordedura en una víctima supuestamente no coincidió con el patrón de mordedura de Gary, aunque se señaló que había tenido trabajo dental en la cárcel después de la muerte de las víctimas. Sus partidarios afirmaron que la fiscalía retuvo estas evidencias en el juicio.
El libro de David Rose también vincula a fiscales, jueces y policías que trabajaron en el caso con una organización sólo para blancos llamada The Big Eddy Club y traza la historia de la injusticia racial en Columbus, incluyendo el papel de los familiares del juez en linchamientos y otras injusticias en la ciudad.

## Ejecución
El 1 de diciembre de 2009, la Corte Suprema de los Estados Unidos se negó a escuchar la última apelación de Gary, despejando el camino para que se fijara una fecha de ejecución. El 4 de diciembre, una corte fijó una fecha de ejecución del 16 de diciembre para Gary. El 15 de diciembre, la Junta de Indultos y Libertad Condicional del estado denegó una solicitud de suspensión de su ejecución. El 16 de diciembre, sólo unas horas antes de la ejecución, la Corte Suprema de Georgia detuvo la ejecución para celebrar una audiencia y determinar si se debían realizar pruebas de ADN para determinar la culpabilidad o inocencia de Gary. El 23 de febrero de 2018, se fijó una nueva fecha de ejecución para el 15 de marzo de 2018.
El 15 de marzo de 2018, Carlton Gary fue ejecutado por inyección letal, murió a las 10:33 p. m. y se negó a hacer una declaración final.